# Judith Nisse Shklar
Judith Nisse Shklar (Riga, 24 settembre 1928 – Cambridge, 17 settembre 1992) è stata una filosofa e politologa lettone naturalizzata statunitense. È stata un'importante teorica della politica del Novecento.

## Biografia
Shklar fa parte, insieme ad alcuni assai illustri colleghi come Hannah Arendt e Leo Strauss, di quella generazione di ebrei europei emigrati a causa della seconda Guerra mondiale. I genitori della Shklar lasciarono la Russia dopo la Rivoluzione bolscevica per trasferirsi a Riga e, dopo la nascita della figlia, poco prima della annessione della Lettonia da parte di Stalin, partirono per la Svezia. Da lì, temendo che i tedeschi potessero invadere anche la Svezia, dopo l'occupazione della Norvegia, lasciarono l'Europa: prima si stabilirono in Giappone e successivamente arrivarono in Canada, a Montréal, dove Shklar studiò presso la McGill University.
È la stessa Shklar a raccontare come la sua infanzia sia stata fatta finire da Hitler e non è certo caso, infatti, che le sue riflessioni politiche siano contraddistinte da un marcato scetticismo, derivatole dalla lettura di Montaigne, e dall'urgenza di salvaguardare la cosiddetta libertà negativa.
Dal 1989 al 1990 è stata Presidente dell'American Political Science Association.

## Il liberalismo della paura
Il liberalismo proposto da Shklar è un liberalismo negativo: come la libertà negativa descritta da Isaiah Berlin nel suo famoso saggio è una libertà da interferenze, così quello di Shklar è un liberalismo che punta a proteggere gli individui dalla paura e dal favore degli altri. L'idea è quella che una vita dignitosa debba per forza essere sganciata da qualsiasi forma di dipendenza. È il sentimento di paura, il timore che confonde gli individui e impedisce loro di compiere scelte libere e consapevoli, il nodo centrale della teoria politica di Shklar. E, specularmente, la crudeltà viene intesa dal liberalismo della paura come vizio supremo della politica. La libertà che il liberalismo della paura intende garantire, infatti, è quella da qualsiasi abuso di potere e da qualsiasi forma di intimidazione rivolta a chi è senza difese.
La teoria di Shklar è incentrata sull'idea di un male da evitare, piuttosto che su quella di un bene da costruire: il male è il centro della teoria politica che richiede al potere statale di tracciare barriere a protezione degli individui, di creare sfere di protezione che permettano l'esercizio della libertà personale.

## Opere principali
- After Utopia: the decline of the Political faith (1957)
- Montesquieu
- Men and Citizens: a study of Rousseau's Social Theory (1969)
- Vizi Comuni (1984)
- I volti dell'ingiustizia. Iniquità o cattiva sorte? (1990)
- American Citizenship: the queste for inclusion (1991)
- Political Thought and Political Thinkers (1998)